# Plan Anaconda
Pour les articles homonymes, voir Opération Anaconda (homonymie) et Anaconda (homonymie).

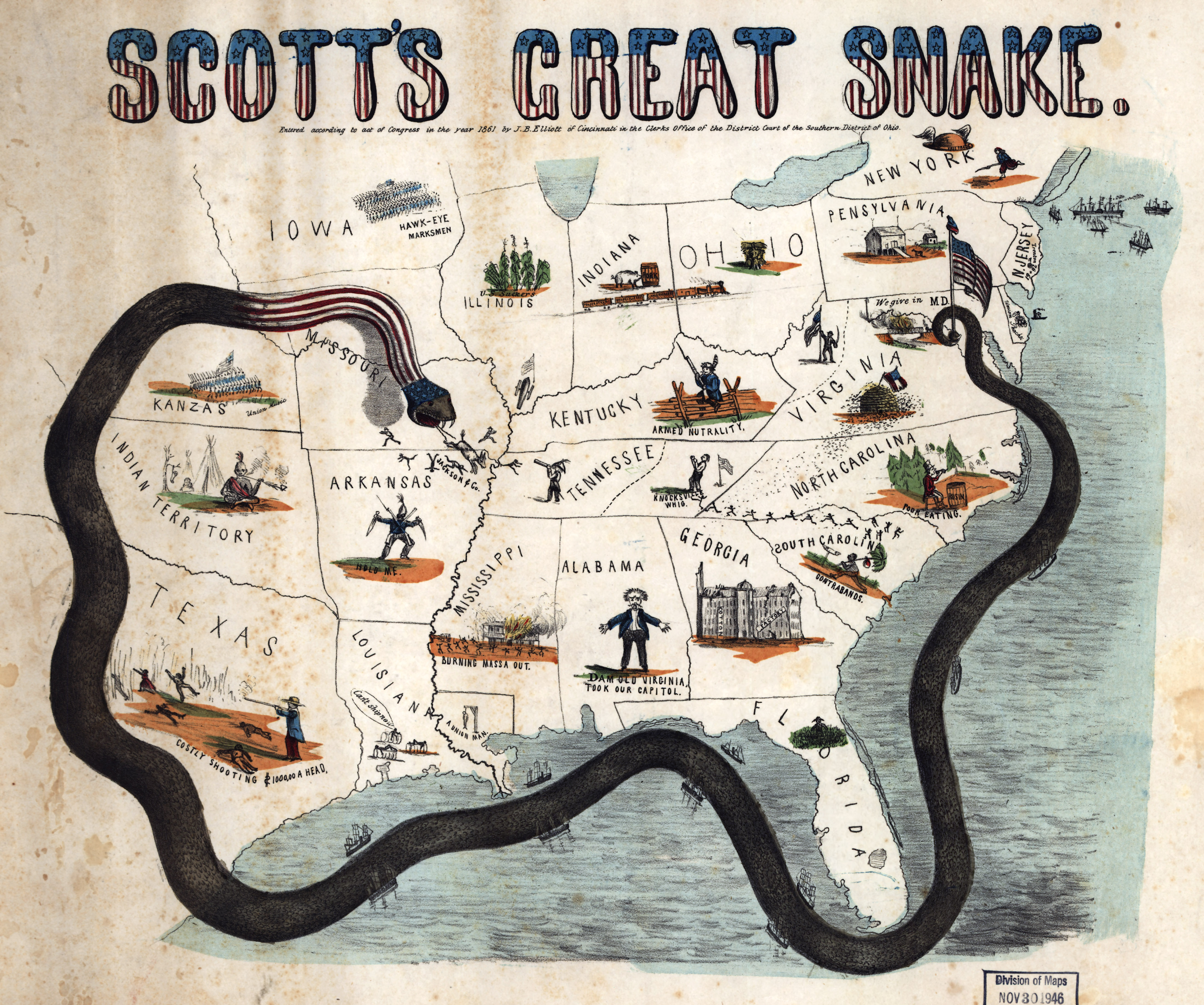
Le Plan Anaconda de Scott dans un dessin de presse de 1861.

Le Plan Anaconda, aussi connu sous le nom de Scott's Great Snake (Grand Serpent de Scott) est une stratégie globale de l'Union destinée, pendant la guerre de Sécession, à vaincre les États confédérés. Porté par le général en chef Winfield Scott, ce plan privilégiait le blocus des ports contrôlés par le Sud et proposait de couper la Confédération en deux en descendant le fleuve Mississippi. En raison du caractère foncièrement passif du blocus, l'idée fut raillée par les partisans d'une conduite plus agressive des opérations, qui l'assimilaient à l'asphyxie lente infligée à ses proies par l'anaconda. Cette image évocatrice frappa l'imagination populaire et fut dès lors associée à cette stratégie.

## Le plan Anaconda et ses critiques
Dans les premiers jours de la guerre de Sécession, la stratégie que proposait le général en chef Winfield Scott vis-à-vis des États rebelles se composait de deux axes principaux : tout d'abord, tous les ports des États sécessionnistes devait être soumis à un blocus rigoureux ; ensuite, un contingent important, pouvant atteindre 80 000 hommes, devait emprunter le cours du Mississippi comme une voie d'invasion qui permettrait à l'Union de pénétrer les États confédérés. Une avant-garde de taille relativement réduite, composée de forces amphibies comportant des troupes terrestres transportées par bateau et couvertes par des canonnières, avancerait rapidement et capturerait l'une après l'autre les positions rebelles situées le long du fleuve. Elle serait suivie par une armée d'organisation plus classique, arrivant dans son sillage pour consolider ses victoires. La bataille la plus importante concernerait la prise des forts protégeant La Nouvelle-Orléans ; une fois pris, le fleuve serait entre les mains de l'Union depuis sa source jusqu'à son embouchure et la rébellion serait coupée en deux.
Scott avait basé sa stratégie sur des plans préexistants, élaborés avant la guerre de Sécession et destinés à traiter une insurrection limitée, en fermant les ports et en faisant pression, avec l'aide de l'armée, sur les civils pour qu'ils exigent la fin du soulèvement. Mais il ne s'agissait pas de maîtriser un soulèvement massif, disposant d'une organisation politique et d'une véritable armée.
Le type de navire nécessaire à la campagne du Mississippi n'étant encore ni conçu, ni construit, l'ensemble de la stratégie ne pouvait être mis en place immédiatement. Dans les premiers mois de la guerre, la taille de l'U.S. Navy était par ailleurs trop réduite pour lui permettre de faire respecter le blocus. Il faudrait donc du temps pour réunir et former les forces nécessaires, un délai que les adversaires du plan n'étaient pas disposés à concéder. La stratégie de Scott était donc fréquemment tournée en dérision. Ses opposants appelaient  à une campagne immédiate par voie terrestre, principalement dirigé contre Richmond, la capitale confédérée. Ils estimaient que la prise de quelques places symboliques suffirait à faire tomber la Confédération.
La guerre de Sécession ne fut pas le conflit-éclair que les critiques de Scott imaginaient. Pendant les quatre années que dura le conflit, la flotte fédérale mit en œuvre un blocus qui affaiblit incontestablement le Sud.  Une campagne fédérale, suivant le cours du Mississippi, finit par couper la Confédération en deux, et ce revers est aujourd'hui considéré comme ayant pesé au moins autant dans la défaite du Sud que les campagnes menées sur le front de l'Est, qui ont si longtemps monopolisé l'attention des historiens et du public. 
Aujourd'hui encore, l'impact du blocus sur l'issue de la guerre est encore objet de débats.
La forme que prit finalement la victoire de l'Union ressemblait donc de près à ce que Scott avait proposé dès les premières semaines de la guerre, et le Plan Anaconda y regagna une certaine considération. L'historiographie de la guerre de Sécession reconnaît généralement que le Plan Anaconda guida la stratégie du président Abraham Lincoln tout au long de la guerre.

## Origines du plan
Le 19 avril 1861, une semaine après le bombardement de Fort Sumter par lequel la Confédération ouvre les hostilités, le président Lincoln décrète le blocus de tous les ports situés dans les États sécessionnistes, depuis la Caroline du Sud jusqu'au Texas. La mesure est ensuite étendue à la Virginie et à la Caroline du Nord, lorsque celles-ci rejoignent la Confédération. Ce décret ne sera révoqué qu'après la fin de la guerre, et le blocus se met donc en place indépendamment du plan de Scott.
Dans les premières étapes de la sécession, le statut des États-tampons (Missouri, Kentucky, Maryland et Delaware), qui autorisaient l'esclavage, reste ambigu. Tous, sauf le Delaware, avaient des intérêts qui les attachaient puissamment à la cause sudiste. Le Missouri était en proie à des luttes intestines qui reflétaient, en miniature, celles qui déchiraient la nation ; le Maryland avait été maintenu de force dans l'Union par l'arrestation des leaders de la faction sécessionniste ; le Kentucky avait tenté d'éviter l'affrontement en se déclarant neutre, indiquant qu'il n'aiderait ni le Sud, ni le Nord, pour peu qu'on le laisse tranquille.
Puisque le Congrès ne siégeait pas et ne pouvait donc autoriser les initiatives présidentielles pour venir à bout de la rébellion, la responsabilité de lever des troupes pour l'entrée en guerre incombait aux gouvernements des États loyaux.
L'Ohio se montra particulièrement actif à cet égard et s'assura rapidement les services de George McClellan, en qualité de commandant de la milice et avec le rang de major-général des volontaires. En quelques semaines, pendant que les milices des différents États étaient incorporées dans l'organisation nationale, il ajouta à son commandement les milices de l'Indiana et de l'Illinois. Fort de cette situation, il se sentit autorisé à envoyer, le 27 avril 1861, un courrier à Winfield Scott, détaillant sa stratégie. Il y proposait d'attaquer immédiatement Richmond, qui était entretemps devenue la capitale de la Confédération, en utilisant le cours de la Kanawha ; si le Kentucky quittait l'Union, il préconisait de traverser cet État pour s'emparer de Nashville et, ensuite, « agir selon les circonstances ».
Scott soumit la lettre de McClellan à Lincoln, mais sans soutenir ses propositions. Tout d'abord, la Kanawha ne se prêtait pas au transport fluvial, ce qui impliquait de marcher sur Richmond par voie de terre, avec les aléas que cela comportait au niveau des hommes, des chevaux et du matériel. Plus délicat, la population de la partie occidentale de la Virginie (qui ne s'était pas encore séparée pour devenir la Virginie-Occidentale) était très majoritairement favorable à l'Union (dans une proportion de cinq sur sept, selon Scott) ; une invasion risquait d'aliéner ces partisans, en exposant amis comme ennemis aux ravages de la guerre. Le même argument s'appliquait au Kentucky. Encore plus dommageable, le plan proposé par McClellan se proposait de réduire la Confédération au coup par coup, les États-tampons supportant, par la force, le plus lourd du fardeau « au lieu de les envelopper tous en (presque) une seule fois par une chaîne de ports sur le Mississippi », depuis son embouchure jusqu'à sa jonction avec l'Ohio,  et en imposant le blocus à tous les navires de la façade maritime. 
Les commentaires de Scott portent déjà, en germe, le Plan Anaconda. Après y avoir réfléchi quelques jours, il mit sa propre vision sur le papier et en fit part à McClellan, dans une lettre datée du 3 mai 1861. Une seconde lettre, datée du 21, finalisait sa stratégie.
Winfield Scott n'était pas en situation d'imposer sa vision au gouvernement : âgé et malade, il devait prendre sa retraite avant la fin de l'année, pour être remplacé, comme général-en-chef, par George McClellan lui-même.

## Le Mississippi

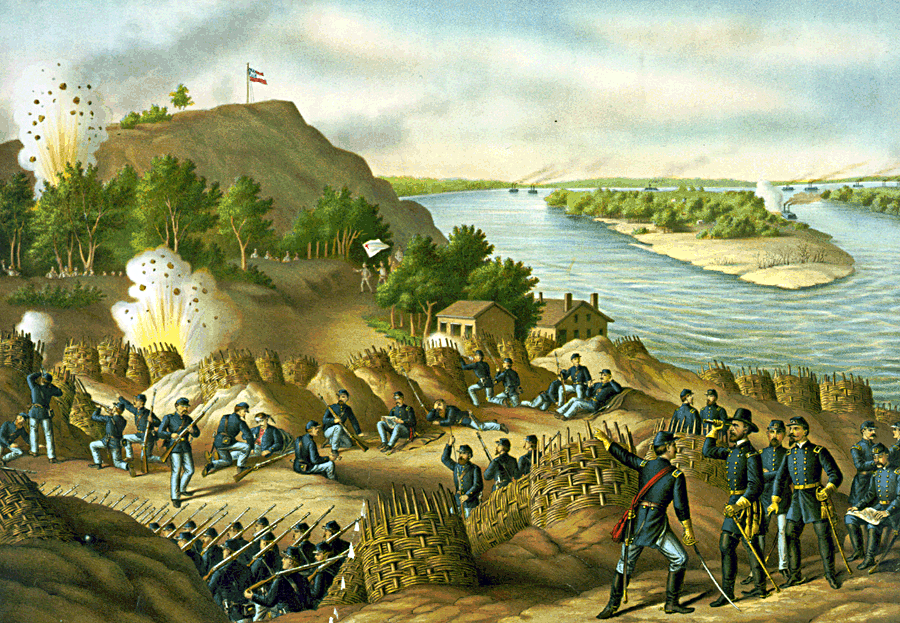
La bataille de Vicksburg, par Kurz and Allison.

Durant la période de commandement de McClellan et de son successeur sur le front occidental, le major-général Henry Wager Halleck, le Mississippi devint un théâtre de seconde zone pour les opérations dans l'Ouest. Halleck préférait, avec l'accord de McClellan, contourner les places fortes confédérées qui parsemaient le cours du Mississippi, plutôt que de les prendre. Il s'éloigna donc du fleuve. Selon lui, c'était le Tennessee, et non le Mississippi, qui constituait  « la grande ligne stratégique de la guerre dans l'Ouest.».
La marine, cependant, croyait à l'idée de s'emparer du Mississippi. Gustavus Fox, Assistant Secretary of the Navy décida très tôt que la Nouvelle-Orléans pouvait être prise par une expédition navale venue du Golfe du Mexique. Selon lui, toutes les villes bordant le fleuve se rendraient alors pour éviter d'être bombardées. 
Le capitaine (et plus tard amiral) David Farragut fut chargé de s'emparer de la Nouvelle-Orléans, une opération pour laquelle il suivit ses propres plans ; dans la nuit du 24 au 25 avril 1862, faisant passer son escadre sous les forts forts Jackson et Saint Philip, qui défendaient la ville vers le sud, il la força à se rendre. Après avoir fait réparer les dommages subis par ses navires pendant l'opération, il les envoya remonter le cours du fleuve, où ils prirent successivement Bâton-Rouge et Natchez. Ces victoires faciles prirent fin devant Vicksburg (Mississippi), où les Confédérés occupaient, au sommet d'une falaise, une position alors jugée inexpugnable.
Vers l'amont, après la perte d'Island (no) 10, intervenue peu de temps avant la prise de la Nouvelle-Orléans, les Confédérés avaient abandonné Memphis (Tennessee), y laissant seulement une arrière-garde destinée à effectuer des manœuvres de retardement. Au début du mois de juin, elle fut balayée par les canonnières de l'escadre du fleuve Mississippi qui ouvrirent le cours du fleuve vers l'aval, jusqu'à Vicksburg, faisant de la « Gibraltar de l'Ouest » la seule ville à ne pas être entre les mains des Fédéraux le long du Mississippi.
Mais Halleck, qui commandait l'armée, ne saisit pas l'opportunité qui s'offrait à lui. Il négligea d'envoyer, ne serait-ce qu'un détachement, pour soutenir l'expédition de la marine et Farragut, le niveau des eaux baissant,  fut bientôt contraint de se retirer sur la Nouvelle-Orléans pour éviter d'échouer ses navires à fort tirant d'eau. L'armée ne fit pas d'autre tentative contre Vicksburg jusqu'à l'arrivée du major-général Ulysses S. Grant, relevant Halleck appelé à Washington pour y remplacer McClellan comme général-en-chef.
Quand Grant prit le commandement des opérations à l'ouest, les Confédérés avaient fortifié Vicksburg et Port Hudson (Louisiane), à 210 km au sud par la route (un peu plus par voie fluviale). Ce tronçon, qui incluait la confluence de la Rivière Rouge avec le Mississippi, devint la dernière zone de contact entre le théâtre trans-Mississippi et les États situés à l'est de la Confédération. Convaincu de leur importance, le gouvernement confédéré se mit en situation de renforcer ces deux positions. À Vicksburg, le commandement passa du brigadier-général Martin L. Smith au major-général Earl Van Dorn puis au lieutenant-général John C. Pemberton, la taille de la garnison évoluant avec le grade de ses commandants successifs.
La Campagne de Vicksburg évolua vers un siège qui se termina le 4 juillet 1863, par la reddition de 29 500 hommes, de l'artillerie et de tout le matériel militaire.
Quand le major-général Franklin Gardner, commandant de la garnison de Port Hudson, apprit la chute Vicksburg, il en déduisit que toute résistance était inutile. Le 19 juillet 1863, il se rendit, avec sa garnison, à l'armée fédérale du Golfe et à son commandant, le major-général Nathaniel Prentice Banks. À compter de cette date, « le Père des eaux » comme le dit alors Abraham Lincoln, « [pouvait] désormais couler librement vers la mer.».

## Le blocus

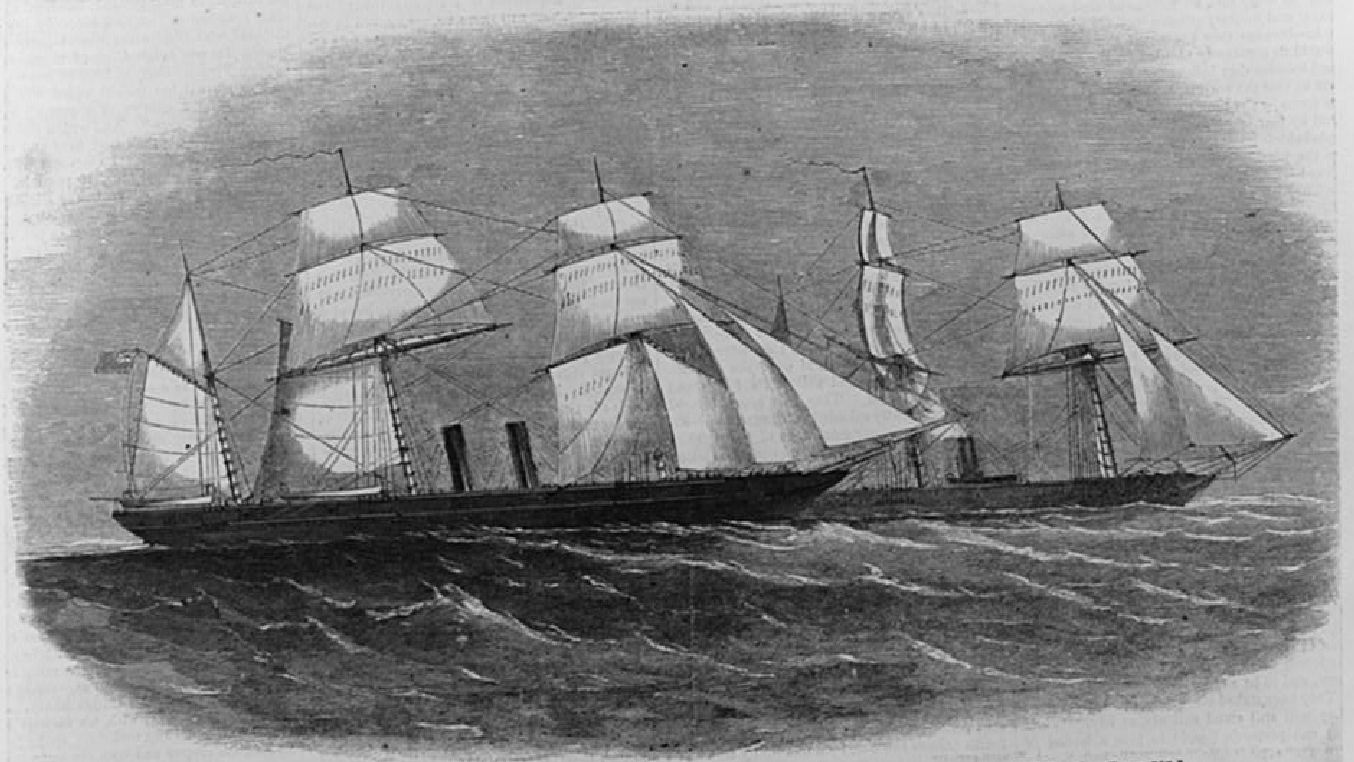
Le Florida, un corsaire rebelle, capturé par le USS Wachusett. Harper's Weekly, 1864.

Le Plan Anaconda proposé par Scott comptait sur le blocus « pour envelopper les États insurgés et les réduire avec moins de pertes humaines qu'avec n'importe quel autre plan. ». Si des combats devaient avoir lieu, il les envisageait limités à l'effort principal lors de la descente du Mississippi. Il est presque certain qu'il n'anticipait pas le niveau de violence qui allait en découler. Le blocus dût donc être modifié par le cours des événements, générant les pertes humaines qu'il se proposait d'éviter.
La proposition de Scott ne constituait pas une stratégie au sens propre, bien que les historiens l'évoquent parfois comme telle. Il n'avait pas estimé les forces nécessaires pour garder les 4 800 km de côtes aux mains des sudistes. Il n'allouait pas de ressources, ne donnait pas de calendrier, n'identifiait pas de sujet d'inquiétude. Cette tâche revint par la suite au Blockade Strategy Board, un groupe de travail réuni à la demande du Département de la Marine, mais également des représentants de l'Armée et du Trésor. À l'été 1861, le Blockade Board publia une série de rapports contenant des recommandations sur la meilleure manière de maintenir le blocus en prenant en compte la topographie des côtes, les mérites relatifs des ports détenus par le Sud, la résistance à laquelle il fallait s'attendre, et la nature des vaisseaux qui seraient utilisés de part et d'autre. Les recommandations du Blockade Board concernant le Golfe étaient assez rudimentaires et restèrent largement lettre morte, mais le blocus de la côte Atlantique suivit d'assez près ses projections.

### Blocus de la côte Atlantique
Toutes les parties prenantes considéraient d'emblée que les navires participant au blocus devaient être des bateaux à vapeur. L'autonomie limitée de ce type de navire impliquaient en retour la possibilité de se ravitailler en charbon dans un port qui devait se trouver à l'extrémité de la ligne de blocus, évitant ainsi aux navires de l'Union de passer le plus clair de leur temps à faire des allers et retours vers leurs ports d'attache pour y charger leur combustible. Tous les ports qui auraient pu convenir, au sud de la Baie de Chesapeake, étaient tenus par la Confédération. Pour mettre en place le blocus, certains d'entre eux devaient être pris par l'Union. C'est ainsi que le blocus, considéré tout d'abord comme une opération de pleine mer, se transforma immédiatement en un travail de conquête et d'occupation d'une portion de territoire ennemi.
Le Blockade Board avait recommandé que Fernandina Beach soit prise comme le point le plus au sud du blocus atlantique, mais deux autres positions furent capturées avant Fernandina. Les 28 et 29 août 1861, les forces de l'Union s'emparèrent de deux forts mineurs à proximité de Cap Hatteras, sur les côtes de Caroline du Nord. Le 7 novembre, une importante opération navale à Port Royal, en Caroline du Sud, permit à l'Union de capturer deux ports d'eau profonde à mi-chemin entre Savannah et Charleston. 
L'expédition de Hatteras Inlet avait été planifiée comme un raid, le temps de bloquer le passage, mais fut bientôt transformée en incursion et, au début de l'année suivante, en invasion (la campagne de Burnside en Caroline du Nord, incluant la capture de Roanoke Island) au terme de laquelle l'armée de l'Union s'établit définitivement dans l'est de la Caroline du Nord. Entre les mains de l'Union, Port Royal fut utilisé pour parfaire le blocus de Savannah, mais celui de Charleston fut plus difficile à mettre en œuvre. L'utilisation de son port par les forceurs de blocus se trouva réduit, mais sa fermeture totale nécessita une des opérations terrestres les plus prolongée et les plus âprement disputées de la guerre.
Quand Fernandina fut prise début mars 1862, la guerre durait déjà depuis presque un an, et la situation avait fortement évolué. Après la perte de Fort Henry et de Fort Donelson au Tennessee, et celle de Roanoke Island en Caroline du Nord, le Département de la Guerre à Richmond décida de concentrer ses forces sur les zones vitales de l'intérieur en dégarnissant une grande partie de ses côtes.  Seuls quelques ports  resteraient défendus. Trois d'entre eux seulement se trouvaient sur la côte Atlantique : Wilmington, Charleston et  Savannah (seuls les deux premiers avaient une réelle importance). Sur toute la durée de la guerre, huit vapeurs forceurs de blocus seulement pénétrèrent dans les ports de Géorgie ou du nord de la Floride.
Le blocus de Charleston s'inséra dans la campagne contre la ville, menée à la fois pas l'armée et la marine de l'Union, jusqu'aux derniers jours de la guerre. Au début du conflit, la marine fédérale tenta de bloquer l'entrée du port en coulant des coques chargées de ballast en travers du chenal, mais cette tactique s'avéra au mieux inefficace.
Plus tard, le 7 avril 1863, des navires employés pour le blocus furent utilisés pour un assaut avorté contre Fort Sumter. Les 11 et 18 juillet 1863, ils fournirent aussi un support d'artillerie aux attaques d'infanterie lors de la bataille de Fort Wagner. 
Après que ces deux tentatives pour prendre les batteries eurent échoué, les navires furent engagés dans le siège qui finit par s'en emparer. 
L'Union fut alors en mesure de monter ses propres canons à l'embouchure du port, et, bien que la ville continuât à résister, elle perdit son statut de terminal préféré des forceurs de blocus.
Pendant ses événements, les défenseurs n'étaient pas restés inactifs. Leurs efforts pour briser le blocus se traduisirent par la pose de mines et la mise en service de navires cuirassés destinés à endommager les bateaux de l'Union ou à les couler. L'ingéniosité déployée à cet effet donna naissance au développement et au déploiement de sous-marins et de torpilleurs.
Le blocus de Wilmington fut, par contre, plutôt conventionnel et fait toujours l'objet de débats quant à son efficacité. Après la mi-juillet 1863, alors que le port de Charleston était quasiment bouclé, la plus grande partie du commerce entre la Confédération et l'Europe du nord passait par Wilmington. Le port conserva son importance jusqu'en janvier 1865, presque à la fin de la guerre, quand Fort Fisher, à l'embouchure de la Cape Fear River, fut capturé par les forces de l'Union.

### Blocus du Golfe
Le blocus des ports Confédérés du Golfe du Mexique était moins important que celui de la côte Atlantique. Ils étaient plus éloignés des activités des forceurs de blocus basés à Nassau et aux Bermudes, et les navires qui auraient cherché à les rejoindre depuis l'Atlantique auraient dû passer par les Keys, qui restèrent sous contrôle fédéral pendant toute la durée du conflit, et servaient de base au Gulf Blockading Squadron (l'escadre du blocus du Golfe). 

La même décision qui avait amené les Confédérés à dégarnir leurs ports de la côte Atlantique, à l'exception des plus importants, s'appliqua également au Golfe du Mexique, où seuls Mobile, la Nouvelle-Orléans et Galveston restèrent défendus. Galveston fut capturée par les fédéraux le 4 octobre 1862, puis reprise par les rebelles le 1er janvier de l'année suivante. Elle resta accessible pour les forceurs de blocus pendant le restant de la guerre, mais, comme tout le théâtre Trans-Mississippi de la Guerre de Sécession, s'avéra inutile pour la Confédération à partir de la chute de Vicksburg, qui assurait à l'Union le contrôle du Mississippi.
Le Blockade Strategy Board de l'Union avait préconisé que Ship Island, située dans le Golfe entre Mobile et la Nouvelle-Orléans, soit prise et utilisée comme base pour l'escadre assurant le blocus à l'ouest du Golfe. Cette recommandation fut aisément concrétisée puisque l'île fut abandonnée, le 16 septembre 1861, par ses défenseurs qui craignaient d'être coupés du continent. Leurs craintes étaient justifiées : le lendemain, l' USS Massachusetts s'approcha de l'île et y débarqua les troupes nordistes qui en prirent possession. Presque immédiatement, l'île passa du statut de base et de dépôt de combustible à celui de centre stratégique pour préparer l'attaque des forts qui protégeaient la Nouvelle-Orléans. Après que la ville soit tombée entre les mains de David Farragut (29 avril 1862), Mobile restait le seul problème sérieux pour les organisateurs du blocus. En août 1864, Farragut obtint l'autorisation du Département de la Marine et des troupes du Département de la Guerre pour s'attaquer aux forts qui gardaient l'entrée de la Baie de Mobile. Après être passé sous le feu des forts en lançant son fameux « Au diable les mines ! » (Damn the torpedoes), il s'en empara et les occupa avec les troupes fédérales. La cité de Mobile elle-même resta sous contrôle confédéré, mais son port ne pouvait plus leur être utile.

## Évaluation
Malgré le temps écoulé depuis la fin de la guerre de Sécession, l'importance du Plan Anaconda reste sujette à débats. De toute évidence, la guerre ne fut pas l'affrontement sans effusion de sang que Winfield Scott avait envisagé dans sa première proposition. La plupart des historiens estiment que ceci ne constitue qu'une variation de la stratégie initiale dans le déroulement de la guerre. Au moins un historien, cependant, réfute l'idée qu'il y ait jamais eu, au Nord, une stratégie cohérente pour venir à bout de la Confédération. Rowena Reed estime que le gouvernement central, à Washington, était incapable d'imposer ses vues aux officiers du front, transformant la guerre en une série de campagnes indépendantes, chacune d'elles conduite selon la fantaisie du général qui se trouvait alors aux commandes. Selon cette analyse, le Plan Anaconda serait la reconstruction a posteriori d'une série d'événements pour lesquels aucun ordonnancement stratégique n'existait à l'époque.
Pour les historiens qui considèrent qu'il existait un plan rationnel, le débat, tout comme le Plan Anaconda, se compose de deux parties. Ils reconnaissent l'importance de la campagne axée sur le fleuve Mississippi et visant à isoler le théâtre Trans-Mississippi. Tous les historiens conviennent aujourd'hui que les campagnes de l'Ouest jouèrent un rôle au moins aussi important que celles menées sur le front de l'Est. Dans la mesure où les combats du front Ouest, avant 1863, étaient essentiellement centrés sur la préparation et le siège de Vicksburg, cette partie du Plan Anaconda semble validée.
Quant au blocus, son importance reste controversée. Personne ne prétend qu'il ait, à lui seul, permis au Nord de gagner la guerre, mais la question reste posée : s'il est resté insuffisant, dans quelle mesure a-t-il été nécessaire ? Le Sud aurait-il résisté si le blocus n'avait sapé les forces des rebelles jusqu'à un point de non-retour ?
Ceux qui minimisent l'importance du blocus avancent deux arguments principaux. Tout d'abord le blocus n'a jamais été très efficace. Pendant la durée de la guerre, plus des trois-quarts des tentatives des forceurs de blocus furent couronnées de succès. De plus, les armées confédérées n'étaient pas paralysées par le manque de matériel, en tout cas celui dont les privait le blocus. Leurs problèmes d'approvisionnement étaient le plus souvent causés par le mauvais état de leur réseau ferroviaire.
Ceux qui estiment que le blocus joua un rôle décisif expliquent que les forces sudistes étaient « étranglées » à la fin du conflit. Ils soulignent le fait que l'effondrement de l'Armée de Virginie du Nord (pratiquement tout ce qui restait de la Confédération en 1865) suivit de peu la chute de Wilmington entre les mains de l'Union. Ce calendrier n'a, selon eux, rien d'une coïncidence. De plus, la défaite du Sud ne fut pas seulement celle de son armée. L'objectif du blocus ne se bornait pas à capturer les vaisseaux qui cherchaient à le forcer, mais visait également à décourager les autres. Les forceurs de blocus étaient sans doute nombreux, mais ils étaient conçus pour la vitesse, au détriment de leur capacité de charge. Incapable d'écouler ses marchandises (et surtout le coton) sur le marché mondial, le Gouvernement confédéré était financièrement épuisé dès 1862. À mesure que son économie périclitait, la Confédération perdit la confiance de ses citoyens.